# 말라카냥궁

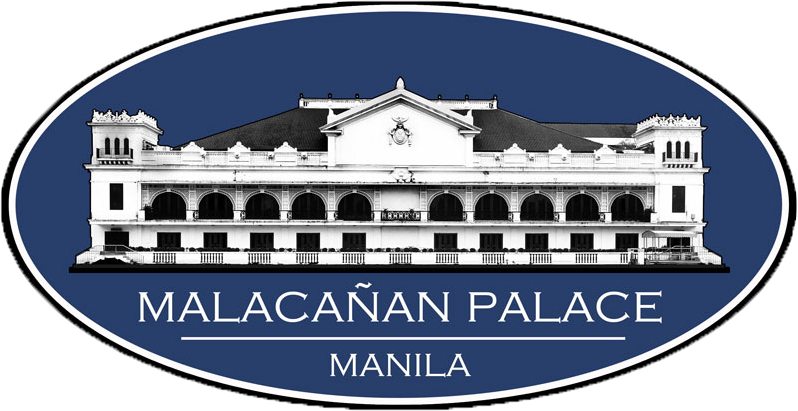
말라카냥궁 로고

말라카냥궁(영어: Malacañang Palace 말라카냥 팰리스[*], 타갈로그어: Palasyo ng Malakanyang 팔라쇼 낭 말라카냥, 스페인어: Palacio de Malacañan 팔라시오 데 말라카냔[*])은 필리핀 마닐라에 위치한 대통령궁이다.

## 역사
1750년 스페인의 귀족인 루이스 로차(Luís Rocha)의 여름 별장으로 건설되었으며 1825년부터 1898년까지는 스페인령 필리핀 총독의 별장으로 사용되었다. 1898년 미국-스페인 전쟁에서 승리한 미국이 필리핀을 접수하면서 미국령 필리핀 총독의 관저로 사용되었고 관저의 규모가 확장되었다. 1935년 필리핀 자치령의 수립과 함께 마누엘 L. 케손 대통령이 처음으로 입주하였다.
1986년에 일어난 피플 파워 혁명 당시에 페르디난드 마르코스 대통령과 그의 가족들이 궁전을 떠났고 몇몇 시위대가 궁전에 난입했다. 이 과정에서 페르디난드 마르코스 대통령의 영부인인 이멜다 마르코스의 사치스러운 사생활이 폭로되기도 했다. 코라손 아키노가 대통령에 취임한 이후에는 건물의 일부가 개방되었다.